# 黄道农
黄道农（1923年4月—1999年6月27日），男，山东济南人，中国教育工作者、政治人物。曾任第六、七、八届全国人大代表。

## 生平
1944年6月毕业于日伪北京大学农业学院附设农事教育人员养成所，此后在济南女子中学和育英中学任教。1949年中华人民共和国成立后，历任济南一中生物教师，济南二中生物教师、教导处副主任、副校长。1951年3月加入中国民主同盟，1980年10月加入中国民主促进会。1980年12月后，任民进济南市第二、三届委员会副主任委员。1988年9月后，任民进济南市第四、五届委员会主任委员。曾任民进山东省第一、二届委员会副主任委员，民进第八、九届中央委员，第六、七、八届全国人大代表，政协济南市第六、七、八届委员会常委。1999年6月27日在济南逝世。

## 提议
1994年，黄道农亲自深入济南火车站春运第一线，实地了解铁路春运情况，并在第八届全国人民代表大会第三次会议上，与山东省的其他10名代表联名提出了《关于进一步增强铁路运输部门的活力，深化改革，以适应国民经济快速发展需求的建议》，《人民铁道报》还就此写了专题报道。 